# Austroglossus
Az Austroglossus a csontos halak (Osteichthyes) főosztályának a sugarasúszójú halak (Actinopterygii) osztályába, ezen belül a lepényhalalakúak (Pleuronectiformes) rendjébe és a nyelvhalfélék (Soleidae) családjába tartozó nem.

## Rendszerezésük
A nembe az alábbi 2 faj tartozik:
- Austroglossus microlepis (Bleeker, 1863)
- Austroglossus pectoralis (Kaup, 1858)